# Urszula Gierszon
Urszula Gierszon z domu Suszek (ur. 15 lutego 1956 w Lublinie) – polska poetka, prozaik, krytyk literacki. Ukończyła informację naukową i bibliotekoznawstwo na Uniwersytecie Warszawskim. Społeczniczka i animatorka kultury. Zajmuje się również grafiką, rzeźbą i malarstwem.

## Działalność
Debiutowała wierszem w 1980 w czasopiśmie „Kamena” (nr 17). Współredagowała kolumny młodych pisarzy „Strony” w „Kamenie” (1986–1989). Od 1994 członek Związku Literatów Polskich, w Lubelskim Oddziale pełniła funkcje: członka zarządu (1995–1998); przewodniczącej komisji rewizyjnej (1999–2002); prezesa zarządu (2007–2011).
Współzałożycielka Międzynarodowego Kongresu Poetów ARCADIA (1993–2014, obecnie w zawieszeniu) oraz Fundacji Poetów i Ułanów im. Gen. Bolesława Wieniawy-Długoszowskiego (2002–2008). Od 2009 r. członek zarządu Fundacji Poetów i Ułanów pamięci gen. Bolesława Wieniawy-Długoszowskiego, współorganizatorka corocznej Wigilii Poetów i Ułanów (od 1993).
Jako córka Żołnierza Wyklętego, Mariana Suszka (1927–1964; ps. „Leszczyna”, „Kim”, „Cichy”), była członkiem nadzwyczajnym Środowiska Żołnierzy AK i WiN „ZAPORCZYCY” (od 2004), współzałożycielką i przewodniczącą komisji rewizyjnej Stowarzyszenia Dzieci Żołnierzy Wyklętych (2016–2017) oraz współzałożycielką i członkiem komisji rewizyjnej Stowarzyszenia Rodzin Żołnierzy Wyklętych (2017–2018). Była członkiem Stowarzyszenia Bibliotekarzy Polskich (2005–2014), a w latach 2007–2011 członkiem Rady Muzeum Lubelskiego.
Swoje grafiki prezentowała na indywidualnych wystawach w domach kultury i bibliotekach lubelskich m.in. KMPiK, ABC, „Odeon” (lata 80. i 90.), WBP im H. Łopacińskiego (2019). Rysunki zamieszczała w lubelskich czasopismach, m.in. w „Kamenie”; ilustrowała także okładki „Gazety Domowej” (1991–1992); projektuje także okładki do książek.

### Nagrody i wyróżnienia
- II nagroda w Ogólnopolskim Konkursie na Opowiadanie „Otaczający nas świat”. Mielec 1986;
- Wyróżnienie za debiut książkowy w Konkursie im. Józefa Czechowicza. Lublin, 1988 (nagroda młodych);
- Wyróżnienie w Konkursie Poeta pamięta. Kalisz, 1999; Nagroda Główna w Konkursie Poetyckim im. Anny Kamieńskiej za tom wierszy Adagio. Krasnystaw, 2003;
- Wyróżnienie w Ogólnopolskim Konkursie Wierszy O Laur Klemensa Janickiego. Poznań, 2004; kilkakrotnie Nagroda Prezydenta Miasta Lublina oraz Nagroda Kulturalna Województwa Lubelskiego.

### Medale i odznaki
- odznaka Zasłużony Działacz Kultury (1997);
- Srebrny Krzyż Zasługi (2002);
- Medal Prezydenta Miasta Lublina (2007);
- Złoty Krzyż Zasługi (2008);
- Srebrny Wawrzyn Literacki (2008);
- odznaka „Zasłużony dla Województwa Lubelskiego” (2010)
- Złoty Wawrzyn Literacki (2012);
- odznaka Zasłużony dla Kultury Polskiej (2012);
- Złoty Medal za Długoletnią Służbę (2017).
- Medal 700-lecia Miasta Lublin (2018)
- Złota honorowa Odznaka ZLP (2022)
- Medal Zasłużony dla Lublina (2023)
- Brązowy Medal „Zasłużony Kulturze Gloria Artis” (2023)
- Medal 550-lecia Województwa Lubelskiego (2024)

## Twórczość
- Grafika i poezja (katalog wystawy: wiersze i rysunki). Lublin: Klub Międzynarodowej Prasy i Książki „Masza”, 1982. Brak numerów stron w książce
- Urszula Gierszon, Zofia Luchowska-Kuna, Andrzej Z. Kowalczyk: Potykając się o słowa. Lubelska grupa poetycka „Przestrzeń”. Lublin: Klub Międzynarodowej Prasy i Książki „Masza”, 1983. Brak numerów stron w książce
- Siedem barw płomienia. Lublin: Wyd. Lubelskie, 1987. ISBN 83-222-0494-9. Brak numerów stron w książce
- Białe rękawiczki (wiersze). Lublin: Oficyna Wydawnicza Fundacji „Solidarności Regionu Środkowo-wschodniego”, 1990. ISBN 83-00-03333-5. Brak numerów stron w książce
- Miasto dziewięciu bram. Lublin: (b.w.), 1993. Brak numerów stron w książce
- Urszula Gierszon [wybór, wstęp, biogramy]: Słowo w milczeniu dojrzewa. Almanach poetycki. Lublin: Związek Literatów Polskich. Oddział Lublin; Krajowa Agencja Wydawnicza, 1999. ISBN 83-87030-60-0. Brak numerów stron w książce
- Adagio (wiersze). Lublin: Wyd. Lubelskie, 2002. ISBN 83-87399-11-6. Brak numerów stron w książce
- Ziarno ruty rzucam w ogień. Lublin: Wyd. Międzynarodowego Kongresu Poetów ARCADIA, 2005. ISBN 83-903348-7-9. Brak numerów stron w książce
- Wiersze patriotyczne. Lublin: Wyd. Międzynarodowego Kongresu Poetów ARCADIA, 2007. OCLC 749738467. Brak numerów stron w książce
- Urszula Gierszon [wybór, red., wstęp, posłowie]; [rys. Adelina Gierszon]: Tak bardzo Go nie ma: almanach poetycki. Lublin: Wyd. Liber Duo; Związek Literatów Polskich Oddział w Lublinie, 2008. ISBN 978-83-61301-22-6. Brak numerów stron w książce
- Coraz Ciebie mniej. Berlin; Toronto: Mordellus Press, 2014. Brak numerów stron w książce
- Przymierzalnia. Lublin: Związek Literatów Polskich Oddział w Lublinie. 2014. ISBN 978-83-933879-4-6. Brak numerów stron w książce
- Wśród lubelskiej Cichej Nocy: antologia wierszy na Boże Narodzenie [wstęp i wybór]. Berlin; Toronto: Mordellus Press, 2014. Brak numerów stron w książce
- Bramy Lublina i inne opowiadania” [proj okładki i rys. Adelina Gierszon]. Lublin: Związek Literatów Polskich Oddział w Lublinie, 2014. ISBN 978-83-933879-1-5. Brak numerów stron w książce
- „Piotr Mordel – portret panegiryczny, niemal dworski, ciut liryczny. Peter Mordel – panegyrisches Portret, Fast höfisch, ein bisschen lyrisch”. Agata Jakimiuk (tłum.). Toronto-Lublin: 2016. Brak numerów stron w książce
- „Konrad Bielski 1902-1970. Życie i twórczość” [monografia]. Lublin: Wyd. Episteme., 2017. ISBN 978-83-65172-86-0. Brak numerów stron w książce
- Leon Ulrich: Powstańcy polscy 1833 roku”. Wyd. edycja faksymilowa z oryginalnej książki wydanej w. Agen w: Wyd. Petit SK, 1834. ISBN 978-83-65133-28-1. Brak numerów stron w książce
- Urszula Gierszon, Małgorzata Anna Ciosmak [aut. I rozdziału]: Leon Ulrich 1811-1885. Poeta i patriota”. Lublin: Wyd. Petit SK, 2019. ISBN 978-83-65133-35-9. Brak numerów stron w książce
- Urszula Gierszon: Świt Swaroga (wiersze, rys.). Edward Zyman (red.). Berlin-Toronto: Mordellus Press, 2021. Brak numerów stron w książce
- Urszula Gierszon, Adelina Gierszon, Anna Łyczewska, Marzena Mariola Podkościelna, Jacek Gallant, Rafał Kasprzyk, Konstanty Lachnicki: Nastroje. Antologia poetycka Grupy Twórczej Nastroje. Urszula Gierszon (il.). Lublin: Pocokomu Wyd. Urszula Gierson, 2024. ISBN 978-83-966541-0-6. Brak numerów stron w książce
- Urszula Gierszon: Z pieprzem i solą na wesoło. Kobiety Mężczyźni Dzieci od A do Ż (fraszki). Adelina Gierszon, Konstanty Lachnicki (red.). Lublin: 2025. ISBN 978-83-975247-0-5. Brak numerów stron w książce
- Urszula Gierszon: Pokoje luster (wiersze, rys.). Adelina Gierszon. Lublin: 2025. ISBN 978-83-975247-2-9. Brak numerów stron w książce
- Urszula Gierszon: Niebo we mnie daleko (wiersze, rys.). Adelina Gierszon (red.). Lublin: 2025. ISBN 978-83-975247-1-2. Brak numerów stron w książce

## Przekłady
1. Undine Materni. Akcent 1995 nr 3/4
2. hrsg. von Dieter Kalka, red. Norbert Weiss, Jakub Malukow Danecki: Lubliner Lift. Antologie = Lubelska winda. Antologia. Dresden: 1999. ISBN 83-7038-161-8. Brak numerów stron w książce